# پاتریک دوبک
پاتریک دوبک (لهستانی: Patryk Dobek؛ زادهٔ ۱۳ فوریهٔ ۱۹۹۴) دونده اهل لهستان است.